# باتريك ناش
باتريك نـاش (بالإنجليزية: Patrick Nash)‏ هو سياسي أمريكي، ولد في 2 مارس 1863 في شيكاغو في الولايات المتحدة، وتوفي بنفس المكان في 6 أكتوبر 1943. حزبياً، نشط في الحزب الديمقراطي.